# Robyn Lorraway
Robyn Lorraway, född 20 juli 1961, är en friidrottare från Australien. Hon deltog vid olympiska sommarspelen 1984.